# Ivana Gottová

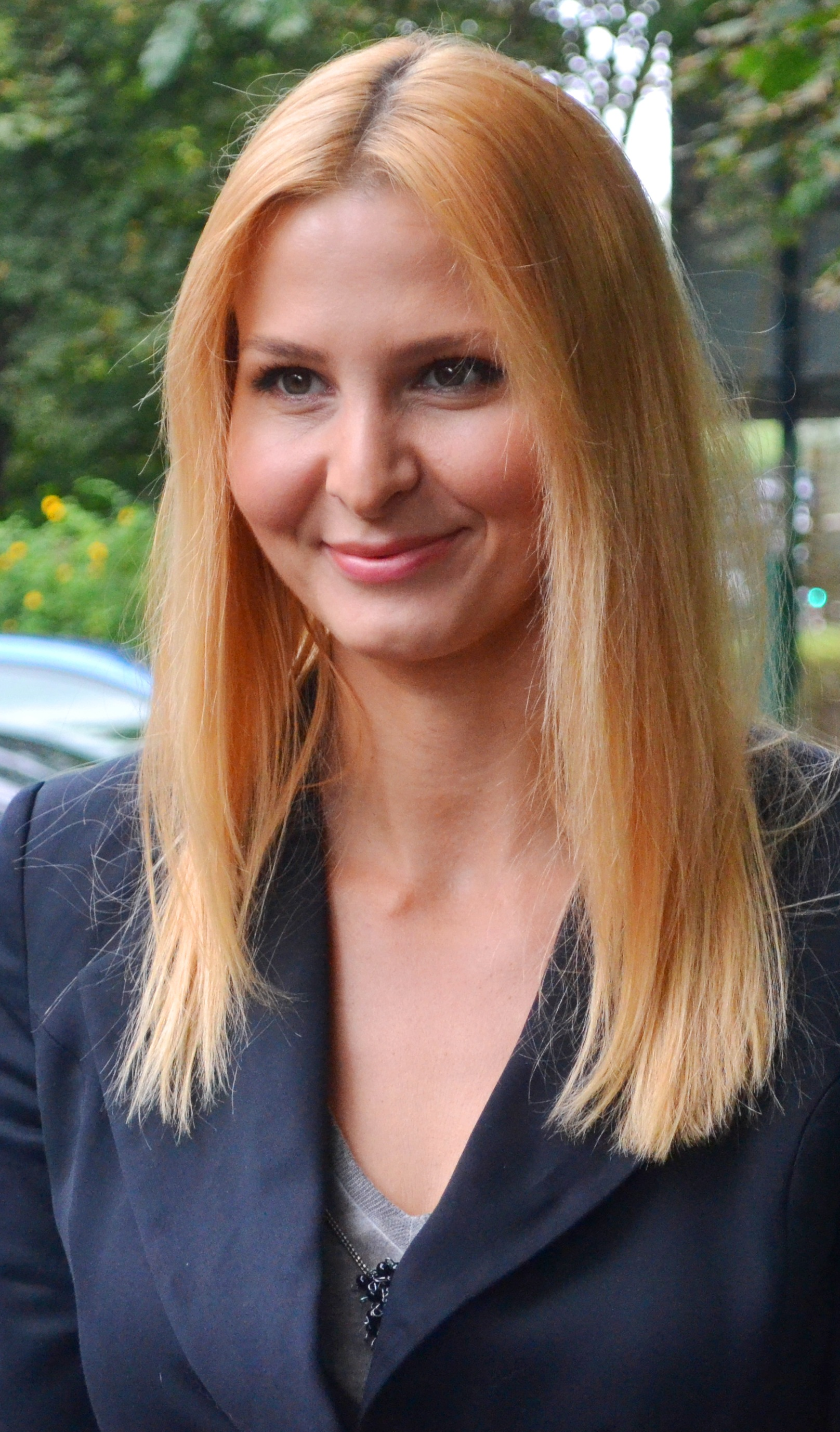
Ivana Gottová (2014)

Ivana Gottová (* 20. Januar 1976 als Ivana Macháčková in Opava) ist eine tschechische Moderatorin. Sie ist die Witwe des Sängers Karel Gott.

## Leben
Ihre Eltern ließen sich scheiden, als sie vier Jahre alt war, und ein Jahr später starb ihr Bruder bei einem Autounfall. Sie besuchte in Opava das Gymnasium und wurde Krankenschwester. Anschließend ging sie drei Jahre als Au-pair in die USA. Nach ihrer Rückkehr nach Tschechien arbeitete sie als persönliche Assistentin für ausländische Schauspieler, die in Tschechien Filme drehten. 
2006 wurde ihre Tochter Charlotte Ella geboren, der Vater ist Karel Gott. Am 7. Januar 2008 heiratete das Paar in Las Vegas; im selben Jahr kam eine zweite Tochter zur Welt.
Zwischen Juli 2010 und Juni 2015 moderierte sie die Sendung VIP zprávy beim Fernsehsender Prima TV. Im Oktober 2011 begann sie ein Studium der Sozial- und Medienkommunikation an der privaten Jan-Amos-Comenius-Universität in Prag. 2013 nahm sie mit ihren Töchtern Gute-Nacht-Geschichten und Märchen auf und veröffentlichte sie als CD sowie auf Youtube.

## Auszeichnungen
- 2014: Zlatý David für den schlechtesten Videoclip des Jahres[7][8]